# Балязин, Вольдемар Николаевич
Вольдема́р (Влади́мир) Никола́евич Баля́зин (30 марта 1931, Никольск-Уссурийский, Дальневосточный край, СССР — 17 марта 2005, Москва, Российская Федерация) — советский и российский историк и писатель

, кандидат исторических наук, доцент. Член Союза писателей России и действительный член Академии педагогических и социальных наук. Автор более 50 книг и около 300 статей по русской и всеобщей истории.

## Биография
Вольдемар Балязин родился 30 марта 1931 года в городе Никольск-Уссурийский (ныне Уссурийск Приморского края). Отец Николай Иннокентьевич — гвардии капитан, участник штурма Кёнигсберга.
Начал публиковаться с 1950 года. В 1954 году окончил исторический факультет Калининградского педагогического института, после чего пять лет проработал в местном музее, в отделе истории.
В 1959 году в Калининграде вышла его первая книга «Памятники славы». Он был одним из тех, кто начинал краеведческое изучение Калининградского края.
В 1963 году окончил аспирантуру на историческом факультете МГУ им. М. В. Ломоносова и под руководством Г. А. Новицкого защитил кандидатскую диссертацию по теме «Россия и Тевтонский орден в 1466—1525 годах».
Работал учителем в сельской школе в Псковской области, читал лекции в Московском заочном пединституте. С 1964 по 1966 годы руководил кафедрой истории Магаданского государственного педагогического института.
С 1968 по 1976 годы работал ведущим научным редактором в издательстве «Советская энциклопедия», а затем — заведующим художественным отделом в Музее Революции.
Автор ряда исторических романов, повестей и историко-приключенческих книг для школьников. В основе его сюжетов, охватывающих разные исторические периоды, лежат подлинные исторические события и факты. Особое внимание уделял личностно-психологическим аспектам истории, персонализируя ход исторического процесса.
Умер в 2005 году. Похоронен на Митинском кладбище.

### Научная и научно-популярная
- Памятники славы (Очерки о памятниках славы русского оружия на территории Калининградской области) / Ред. И. Гринштейн; худ. А. И. Николаев. — Калининград: Калинингр. кн. изд-во, 1959. — 72 с. — 15 000 экз.
- Штурм Кёнигсберга. — М.: Воениздат, 1964. — 128 с. — (Героическое прошлое нашей Родины).
- Профессор Александр Чаянов. 1888-1937. — М.: Агропромиздат, 1990. — 302 с. — ISBN 5-10-001824-0.
- Фельдмаршал Барклай-де-Толли: Жизнь и полководческая деятельность. — Киев: Воениздат, 1990. — 302 с. — ISBN 5-203-00698-9.
  - Фельдмаршал Барклай. — М.: Просвещение, 1992. — 324 с. — 23 000 экз. — ISBN 5-09-003824-4.
- Михаил Кутузов. — М.: Московский рабочий, 1991. — 240 с. — (История Москвы: портреты и судьбы). — 30 000 экз. — ISBN 5-239-01141-0.
- 1000 занимательных сюжетов из русской истории : Книга для учащихся старших классов. — М.: Просвещение, 1995. — 432 с. — 50 000 экз. — ISBN 5-09-004954-8.
  - История России в занимательных рассказах, притчах и анекдотах. IX—XIX века. — Изд. 2-е, стер. — М.: Дрофа, 2005. — 224 с. — (Познавательно! Занимательно!). — 5100 экз. — ISBN 5-7107-9539-9.
- Сокровенные истории Дома Романовых / Худож. В. И. Харламов. — М.: Армада, 1997. — 480 с. — (Романовы. Семейная хроника). — ISBN 5-7632-0053-5.
- Императорские наместники первопрестольной, 1709—1917. — М.: Тверская 13, 2000. — 494 с. — (Века и дни Москвы моей). — ISBN 5-89328-011-3.
- Мудрость тысячелетий: Энциклопедия / авт.-сост. В. Н. Балязин. — М.: ОЛМА-Пресс, 2000. — 848 с. — ISBN 5-224-00562-0.
- На службе у Подмосковья. — Жуковский: Кучково поле, 2004. — 480 с. — 4000 экз. — ISBN 5-86090-110-0.
- Самодержцы: любовные истории царского дома. — Кн. 1. — М.: Олма-Пресс, 1999. — 608 с. — (Историческое досье). — ISBN 978-5-224-00173-0.

### Художественная
- Дорогой богов: Историко-приключенческая повесть. — М.: Детская литература, 1976.
- Вольф де Мар. Заговор в Ватикане: Историко-авантюрный роман. — Издательское предприятие «Обновление», 1992. — 496 с. — 50 000 экз. — ISBN 5-85828-011-0.
- Посох пилигрима (об Иоганне Шильтбергере). — М.: Терра, 1997. — 368 с. — (Рыцари). — ISBN 5-300-00931-8.
- Верность и терпение: Исторический роман-хроника о жизни Барклая-де-Толли. — М.: Армада, 1998. — 536 с. — (Русские полководцы). — ISBN 5-7632-0284-8. (2-е изд. 2003)
- Правительницы России: Исторические повести. — М.: АСТ; Астрель, 2005. — 464 с. — ISBN 5-17-025759-7.
- Ветер странствий (об Иоганне Шильтбергере). — М.: ОЛМА Медиа Групп, 2010. — 208 с. — (Исторические книги В. Н. Балязина). — ISBN 978-5-373-02828-8.